# 7980 Senkevich
7980 Senkevich è un asteroide della fascia principale. Scoperto nel 1978, presenta un'orbita caratterizzata da un semiasse maggiore pari a 2,8171078 au e da un'eccentricità di 0,0794338, inclinata di 1,63667° rispetto all'eclittica.
L'asteroide è dedicato al dottore sovietico Jurij Alexandrovič Senkjevič.